# Sensibilització
En lingüística, s'anomena sensibilització al fenomen contrari de l'emmudiment. És el fenomen fonètic que fa que es pronunciïn determinats sons en determinades posicions:
- /t/ final seguida de vocal: cent un [ˌsenˈtun], sant Andreu [ˌsantənˈdɾew], fent-ho [ˈfentu].
- /r/ final dels infinitius seguida d'un pronom feble: fer-hi [ˈfeɾi]
- /b/ de la preposició amb i la /s/ del determinant demostratiu aquest se sensibilitzen quan segueix qualsevol mot començat amb so vocàlic: amb ella [əmˈbeʎə], aquest home [əˌkesˈtɔmə]